# الأكاديمية الوطنية للشؤون الداخلية
الأكاديمية الوطنية للشؤون الداخلية مؤسسة تعليم عالي أوكرانية، (بالأوكرانية: Національна академія внутрішніх справ) هي جامعة تقع في كييف عاصمة أوكرانيا. أُسِّسَت هذه الجامعة في سنة 1921

## تاريخ الاكاديمية
يعود تاريخ تشكيل الأكاديمية إلى قرن من الزمان إلى 11 يونيو 1921 ، عندما أُنشِئت دورات الشرطة المحلية لميليشيا خاركيف . يعتبر هذا التاريخ عيد ميلاد الأكاديمية الحالية. بعد ذلك بعام، وعلى أساس الدورات السابقة، أُنشِئت مدرسة القيادة العليا لميليشيا العمال والفلاحين في الاتحاد السوفياتي. في 25 ديسمبر 1922، أعيد تنظيم المدرسة بدعم من الدولة. بعد اتخاذ التدابير التنظيمية اللازمة ، في 23 أكتوبر 1923 ، تم تغيير اسم المؤسسة إلى المدرسة الأوكرانية للشرطة والتحقيق الجنائي. اكتسبت المؤسسة المنشأة حديثًا مكانة مؤسسة جمهورية وبدأت في تدريب كبار موظفي القيادة لإدارات الشرطة في جميع أنحاء جمهورية أوكرانيا الاشتراكية السوفياتية . في عام 1925، نُقِلت المدرسة الأوكرانية بالكامل من خاركيف إلى كييف، حيث غُيِّرت اسم المدرسة في عام 1936 إلى مدرسة فسيفولود باليتسكي لكبار رؤساء ميليشيا العمال والفلاحين. في نهاية الحرب العالمية الثانية، استأنفت المدرسة عملها وخضعت بعد ذلك لعدد من عمليات إعادة التنظيم وإعادة التسمية. في عام 1960 ، اندمجت المدرسة العليا التابعة لوزارة الشؤون الداخلية لاتحاد الجمهوريات الاشتراكية السوفياتية مع المدرسة الثانوية للشرطة الخاصة في كييف منذ عام 1968 كانت تسمى الكلية كلية كييف التابعة لوزارة الداخلية. وبعد إعلان استقلال أوكرانيا ، أصدر مجلس وزراء أنشأت أوكرانيا في 27 كانون الثاني / يناير 1992 أكاديمية الشؤون الداخلية مع الاعتراف بها باعتبارها المركز العلمي والتعليمي الرئيسي. وفي كانون الأول / ديسمبر 1996 ، بأمر من الرئيس ليونيد كوتشما ، اكتسبت المركز الوطني. وبعد تسع سنوات ، في أيلول / سبتمبر 2005، أعيدت تسمية الأكاديمية جامعة كييف الوطنية للشؤون الداخلية وأعيد تنظيمها بعد خمس سنوات. أُنشِئَت منظمة قدامى المحاربين في الأكاديمية في 24 نوفمبر 1995.

## رؤساء
رئيس KVS من MVD
عقيد الخدمة الداخلية أندريه سامويلنكو (1958-1960)
العقيد في الخدمة الداخلية فيكتور ستيتسينكو (1960-1962)
عام الخدمة الداخلية ألكسي بروفكين (1962-1967)
اللفتنانت جنرال فيتالي زخاروف (1980-1983)
لواء الشرطة فيلونين سنيزينسكي (1983-1992)

## العمداء
العقيد العام للشرطة فيتالي روزينكو (1992-1994)
العقيد العام للشرطة ياروسلاف كوندراتييف (1994-2005)
اللفتنانت جنرال للشرطة يفين مويسيف (2005-2010)
اللفتنانت جنرال للشرطة فالنتين كوفالينكو (أبريل 2010 - 2014)
رتبة جنرال للشرطة فولوديمير شيرني (منذ 2014)

## الشهادة التي تقدمها الأكاديمية
تقدم الأكاديمية الوطنية للشؤون الداخلية خدمات تعليمية لتدريب المتخصصين في درجة البكالوريوس والماجستير. يدرس أكثر من 15000 طالب وطالب وطالب بدوام كامل وبدوام جزئي في المعاهد والكليات المتخصصة. منذ عام 2016 ، تعمل إدارة التدريب العسكري لضباط الاحتياط في الأكاديمية.

## خريجون متميزين
- ماكسيم كوتسي الحاكم الثاني عشر لأوديسا أوبلاست.

- فالنتين جالونكو عالم أوكرانيفاليريا لوتكوفسكا

- أمين المظالم الثاني في أوكرانيا

- إيهور بوندارينكو رجل أعمال وسياسي

- فاسيل جريتساك نائب الشعب لأوكرانيا للدعوتين الخامس والسادس